# Jan Czekaj
Jan Czekaj (ur. 22 września 1950 w Pozowicach, zm. 16 czerwca 2025) – polski ekonomista i nauczyciel akademicki, profesor nauk ekonomicznych, wiceminister przekształceń własnościowych (1994–1996), wiceminister finansów (2002–2003), członek Rady Polityki Pieniężnej (2003–2010).

## Życiorys
W 1973 ukończył studia w Wyższej Szkole Ekonomicznej w Krakowie. Uzyskiwał następnie stopnie doktora i doktora habilitowanego. W 2003 otrzymał tytuł profesora nauk ekonomicznych.
Zawodowo związany z macierzystą uczelnią, przekształconą w Akademię Ekonomiczną i następnie w Uniwersytet Ekonomiczny, obejmował stanowiska od asystenta stażysty do profesora. W 1998 został kierownikiem Zakładu Rynku Kapitałowego, w 1999 objął funkcję dyrektora Centrum Badań nad Sektorem Finansowym, a w 2000 powołany na kierownika Katedry Rynku Kapitałowego. Od 1989 do 1992 był adiunktem w Instytucie Finansów w Warszawie. Został również profesorem w Małopolskiej Wyższej Szkoły Ekonomicznej w Tarnowie oraz w Wyższej Szkole Ekonomii i Informatyki w Krakowie.
W okresie 1994–1995 wchodził w skład Rady Giełdy Papierów Wartościowych w Warszawie. Od 1 lipca 1994 do 30 września 1996 zajmował stanowisko podsekretarza stanu w Ministerstwie Przekształceń Własnościowych. Od 1995 do 1996 zasiadał w Komisji Papierów Wartościowych i Giełd. W tym samym okresie był członkiem rady nadzorczej Korporacji Ubezpieczeń Kredytów Eksportowych. W latach 1995–1997 przewodniczył radzie nadzorczej Banku Przemysłowo-Handlowego.
W latach 2002–2003 pełnił funkcję podsekretarza stanu w Ministerstwie Finansów, był zastępcą przewodniczącego Komisji Nadzoru Bankowego oraz Komisji Nadzoru Ubezpieczeń i Funduszy Emerytalnych. W 2003 został powołany przez Sejm do Rady Polityki Pieniężnej I kadencji w miejsce zmarłego Janusza Krzyżewskiego. W 2004 wybrano go do Rady Polityki Pieniężnej II kadencji, zasiadał w niej do 2010.
Autor publikacji z zakresu nauk ekonomicznych, poświęconych funkcjonowaniu rynku kapitałowego, zarządzania finansami przedsiębiorstw oraz procesów transformacji gospodarki centralnie planowanej.
Został pochowany 25 czerwca 2025 na cmentarzu Rakowickim w Krakowie.

## Odznaczenia
W 2000 odznaczony Krzyżem Kawalerskim Orderu Odrodzenia Polski. W 2010 otrzymał odznakę honorową „Za zasługi dla bankowości Rzeczypospolitej Polskiej”.